# Christijan Albers
Christijan Albers (* 16. April 1979 in Eindhoven) ist ein ehemaliger niederländischer Automobilrennfahrer. Er startete von 2005 bis 2007 bei 46 Grands Prix in der Formel 1. Albers gewann 1999 den Meistertitel der deutschen Formel 3 und wurde 2003 Vizemeister der DTM, in der er von 2001 bis 2003 sowie 2008 aktiv war.

## Karriere als Rennfahrer

### Anfänge im Motorsport
Albers begann seine Motorsportkarriere in jungen Jahren im Kartsport, in dem er bis 1997 aktiv war. Unter anderem gewann er 1997 die niederländische Kartmeisterschaft. Im selben Jahr machte er erste Erfahrungen im Formelsport und gewann auf Anhieb den Meistertitel der Benelux Formel Ford. 1998 wechselte er in die deutsche Formel-3-Meisterschaft zu Van Amersfoort Racing. Während sein Teamkollege Bas Leinders den Meistertitel gewann, entschied der Niederländer zwei Rennen für sich und wurde Fünfter in der Gesamtwertung. 1999 bestritt Albers seine zweite Saison in der deutschen Formel 3 und gewann mit sechs Siegen den Meistertitel.
2000 wechselte er zu European Arrows F3000, dem Team von Paul Stoddart in die Formel 3000. Er konnte nicht mit seinem Teamkollegen Mark Webber, der mit einem Sieg Dritter wurde, mithalten und belegte in der Gesamtwertung ohne Punkte den 25. Rang. Trotz der schwachen Ergebnisse durfte der Niederländer für das von Stoddart gekaufte Minardi-Team 2001 und 2002 Formel-1-Testfahrten absolvieren.

### DTM
Albers Hauptaugenmerk in der Saison 2001 war allerdings sein Engagement in der DTM. Durch die Vermittlung des Freundes seines Vaters und Ex-Rallycross-Fahrers Paul Fauchey erhielt er ein Vorjahres Modell von Mercedes-Benz, das vom Team Persson eingesetzt wurde. Trotz des älteren Materials gelang ihm auf dem Sachsenring als Zweiter eine Podest-Platzierung hinter seinem Markenkollegen Bernd Schneider. Am Saisonende belegte er den 14. Platz im Gesamtklassement. 2002 wechselte er zum Team Rosberg und erhielt erneut einen Mercedes-Benz aus der Vorsaison. Mit einigen Punkteplatzierungen belegte er am Saisonende den zwölften Platz der Fahrerwertung.
Nachdem Uwe Alzen 2003 sein Cockpit beim Mercedes-Benz-Topteam HWA AG abgegeben hatte, erhielt Albers dessen Platz und erstmals einen aktuellen Mercedes-Benz. Zwar gewann der Niederländer mit vier Rennen doppelt so viele Läufe wie sein Teamkollege Schneider, aber in einem knappen Saisonfinale auf dem Hockenheimring verlor der den Kampf um die Meisterschaft gegen Schneider und wurde hinter dem Deutschen Vizemeister.
2004 blieb Albers beim HWA-Team. Zwar hatte er seinen Teamkollegen Schneider diese Saison im Griff, dafür wurde er von seinem anderen Teamkollegen Gary Paffett geschlagen und belegte als zweitbester Mercedes-Benz-Pilot hinter dem Meister Mattias Ekström und Paffett den dritten Platz der Meisterschaft.

### Formel 1

#### Minardi (2005)

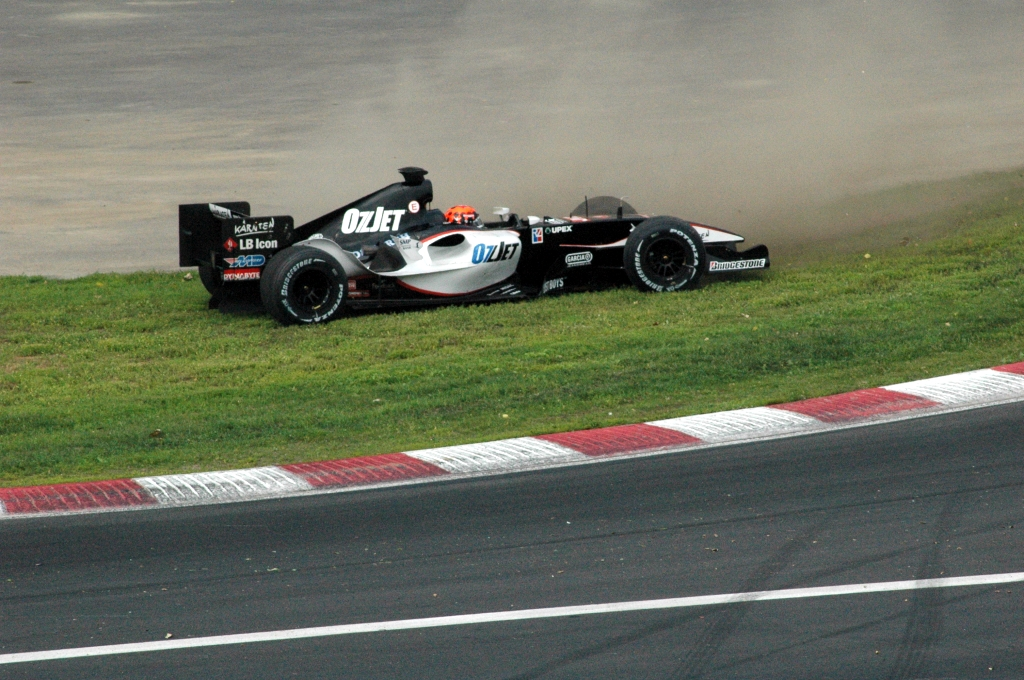
Albers erzielte seine einzigen Formel-1-Punkte für Minardi

Obwohl er in der DTM über eines der besten Autos verfügt hatte, entschied sich Albers für einen Wechsel in die höchste Klasse des Motorsports, die Formel 1, in der er über kein gutes Rennauto verfügen sollte. Nachdem er im Winter Testfahrten für Jordan und Minardi absolviert hatte, nahm ihn sein ehemaliger Formel-3000-Teamchef Paul Stoddart für die Saison 2005 unter Vertrag. Mit dem schwierig zu fahrenden Minardi verfügte Albers über eines der schlechtesten Autos im Feld. Allerdings blieb er nicht ohne Punkte, da er beim Großen Preis der USA den fünften Platz erreichte. Begünstigt wurde dieses Resultat durch einen Rennverzicht aller Teams, die Michelin-Reifen einsetzten. Das Rennen bestritten daher nur die drei Bridgestone-Teams Ferrari, Jordan und Minardi. Seine Teamkollegen Patrick Friesacher und Robert Doornbos konnte der Niederländer im Laufe der Saison überwiegend hinter sich halten. Am Jahresende belegte er vor Doornbos und Friesacher den 19. Platz in der Fahrerwertung.

#### Midland/Spyker (2006–2007)

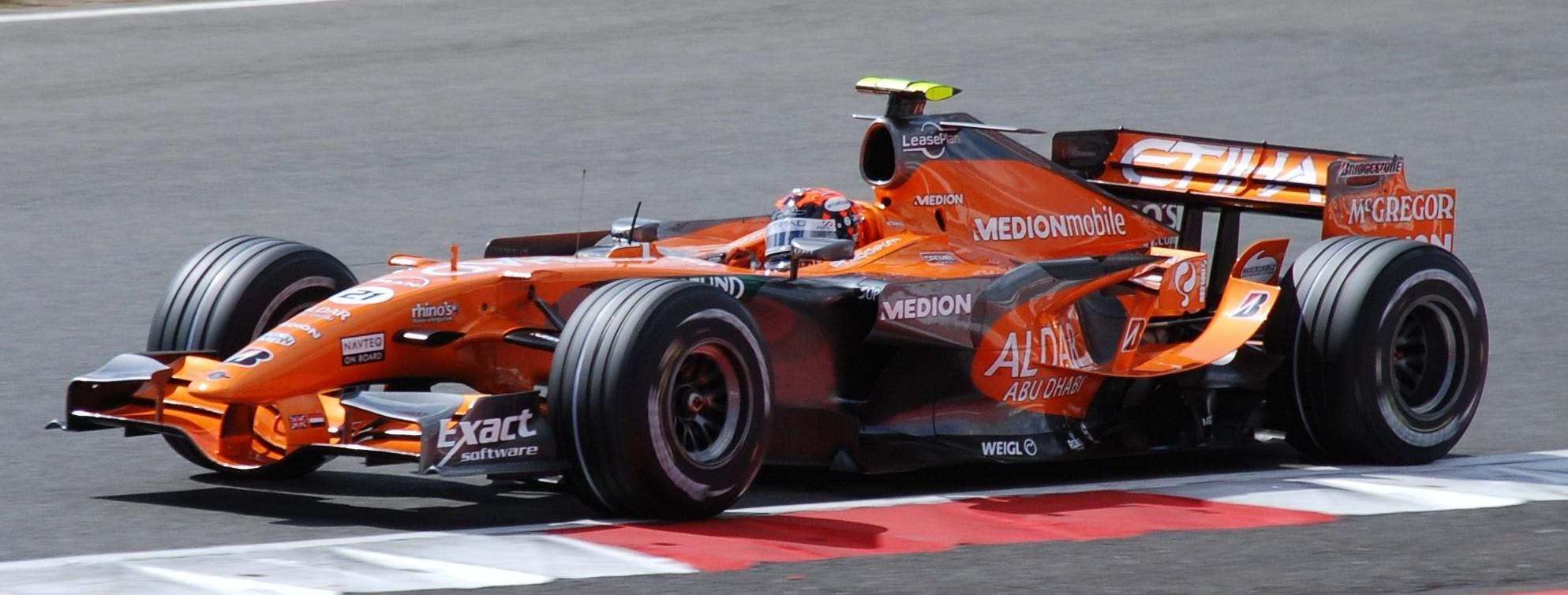
Albers im Spyker Formel-1-Rennwagen bei seinem letzten Grand Prix

Nachdem Stoddart Minardi an Red Bull verkauft hatte, wechselte Albers 2006 zum Jordan-Nachfolger Team Midland F1 Racing. Erneut verfügte Albers über eines der schlechten Formel-1-Boliden im Feld und er konnte meistens nur die Super-Aguri-Piloten hinter sich halten. Am Saisonende belegte er hinter seinem Teamkollegen Tiago Monteiro ohne Punkte den 22. Gesamtrang. Nachdem das Team bereits während der Saison 2006 an den Niederländischen Sportwagenbauer Spyker verkauft worden war, ging er 2007 für das Midland-Nachfolgerteam Spyker F1 an den Start. Der Saisonanfang lief nicht optimal für den Niederländer, der mit Adrian Sutil einen starken Teamkollegen hatte, der zumeist schneller als er selber war. Ein großes Medienecho erzeugte Albers beim Großen Preis von Frankreich, bei dem er bei seinem Boxenstopp zu früh losfuhr und den Tankschlauch abriss. Niki Lauda beschrieb anschließend, dass er „noch nie so eine dumme Aktion erlebt“ habe. Obwohl die Medien über eine Ablösung von ihm spekuliert hatten, durfte er beim Großen Preis von Großbritannien noch einmal für Spyker antreten. Nach diesem Rennen wurde Albers schließlich entlassen. Offiziell wurde seine Kündigung mit „finanziellen Problemen“ begründet.

### DTM und Le Mans

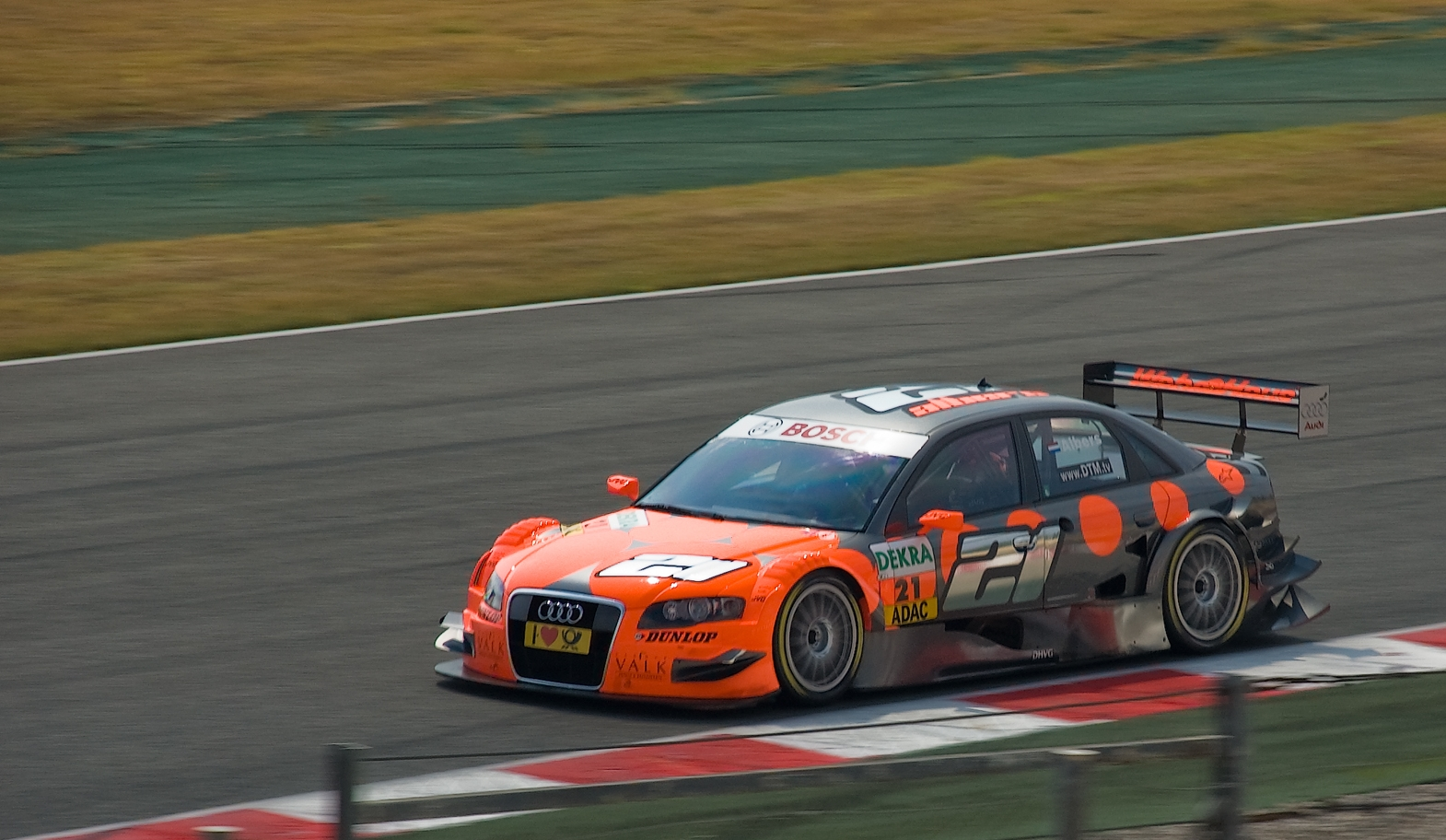
Albers kehrte 2008 für ein Jahr in die DTM zurück

2008 kehrte Albers zu Futurecom TME in die DTM zurück und trat erstmals in einem Audi an. Kurioserweise startete er für das Team von Colin Kolles, der ihn ein Jahr zuvor in der Formel 1 entlassen hatte. Albers erlebte eine schwere Saison und konnte mit seinem zwei Jahre alten Fahrzeug nur seine Teamkollegin Katherine Legge schlagen. Alle anderen Piloten hatten aktuellere Rennwagen. Am Saisonende belegte er den 17. Gesamtrang.
Nachdem er bereits 2008 bei einem Rennen sein Debüt in der American Le Mans Series gegeben hatte, trat er auch 2009 zu zwei Rennen dieser Serie an. Sein Hauptaugenmerk lag allerdings auf der Le-Mans-Series-Saison 2009, in der er für das Team von Kolles antrat und den 15. Gesamtrang belegte. Außerdem trat er beim 24-Stunden-Rennen von Le Mans 2009 an und wurde mit seinem Team Neunter.

## Karriere als Teamchef
Mitte 2014 verkaufte Tony Fernandes das Caterham F1 Team. Nach dem Verkauf wurde Albers Teamchef des Rennstalls. Er übte diese Tätigkeit allerdings nur zwei Monate lang aus. Nach dem Großen Preis von Italien trat Albers „aus privaten Gründen“ zurück; sein Nachfolger ist sein bisheriger Stellvertreter Manfredi Ravetto.

## Persönliches
Albers ist der Sohn des in den späten 1970er- und frühen 1980er-Jahren im Motorsport Rallycross europaweit bekannten Porsche-911-Carrera-Fahrers André Albers (Internationaler Niederländischer Rallycross-Meister 1979 und 5. Rang der GT-Division der FIA Rallycross-Europameisterschaft 1979) aus Nigtevecht. Sie waren nicht verwandt mit ihrem Landsmann Marcel Albers, der 1992 im Alter von 24 Jahren bei einem britischen Formel-3-Rennen auf dem Thruxton Circuit tödlich verunglückte.
Albers ist seit dem 11. November 2006 mit Liselore Kooijman verheiratet.

## Trivia
Albers kam ziemlich überraschend in einem Krankenhaus in Eindhoven zur Welt, nachdem sein Vater im nahegelegenen Valkenswaard Rallycross gefahren war und bei der Mutter vor lauter Aufregung die Wehen eingesetzt hatten, was dann einen hastigen Transport per privatem Pkw in die nächste Klinik erforderlich machte.

## Statistik

### Karrierestationen
| - 1997: Benelux Formel Ford (Meister) - 1998: Deutsche Formel-3-Meisterschaft (Platz 5) - 1999: Deutsche Formel-3-Meisterschaft (Meister) - 2000: Internationale Formel-3000-Meisterschaft (Platz 25) - 2001: DTM (Platz 14) - 2002: DTM (Platz 12) - 2003: DTM (Platz 2) | - 2004: DTM (Platz 3) - 2005: Formel 1 (Platz 19) - 2006: Formel 1 (Platz 22) - 2007: Formel 1 (Platz 25) - 2008: DTM (Platz 17) - 2009: Le Mans Series (Platz 15) |

### Statistik in der Formel-1-Weltmeisterschaft
Diese Statistik umfasst alle Teilnahmen des Fahrers an der Formel-1-Weltmeisterschaft.

#### Gesamtübersicht
| Saison | Team                        | Chassis       | Motor                | Rennen | Siege | Zweiter | Dritter | Poles | schn. Runden | Punkte | WM-Pos. |
| ------ | --------------------------- | ------------- | -------------------- | ------ | ----- | ------- | ------- | ----- | ------------ | ------ | ------- |
| 2005   | Minardi F1 Team             | Minardi PS04B | Cosworth 3.0 V10     | 3      | –     | –       | –       | –     | –            | –      | 19.     |
| 2005   | Minardi F1 Team             | Minardi PS05  | Cosworth 3.0 V10     | 16     | –     | –       | –       | –     | –            | 4      | 19.     |
| 2006   | Midland F1 Racing           | Midland M16   | Toyota RVX-06 2.4 V8 | 15     | –     | –       | –       | –     | –            | –      | 22.     |
| 2006   | Spyker MF1                  | Midland M16   | Toyota RVX-06 2.4 V8 | 3      | –     | –       | –       | –     | –            | –      | 22.     |
| 2007   | Etihad Aldar Spyker F1 Team | Spyker F8-VII | Ferrari 056          | 9      | –     | –       | –       | –     | –            | –      | 25.     |
| Gesamt | Gesamt                      | Gesamt        | Gesamt               | 46     | –     | –       | –       | –     | –            | 4      |         |

#### Einzelergebnisse
| Saison | 1   | 2  | 3   | 4   | 5   | 6  | 7   | 8   | 9   | 10 | 11  | 12 | 13  | 14 | 15 | 16  | 17 | 18 | 19 |
| ------ | --- | -- | --- | --- | --- | -- | --- | --- | --- | -- | --- | -- | --- | -- | -- | --- | -- | -- | -- |
| 2005   |     |    |     |     |     |    |     |     |     |    |     |    |     |    |    |     |    |    |    |
| DNF    | 13  | 13 | DNF | DNF | 14  | 17 | 11  | 5   | DNF | 18 | 13  | NC | DNF | 19 | 12 | 14  | 16 | 16 |    |
| 2006   |     |    |     |     |     |    |     |     |     |    |     |    |     |    |    |     |    |    |    |
| DNF    | 12  | 11 | DNF | 13  | DNF | 12 | 15  | DNF | DNF | 15 | DSQ | 10 | DNF | 17 | 15 | DNF | 14 |    |    |
| 2007   |     |    |     |     |     |    |     |     |     |    |     |    |     |    |    |     |    |    |    |
| DNF    | DNF | 14 | 14  | 19  | DNF | 15 | DNF | 15  |     |    |     |    |     |    |    |     |    |    |    |

| Legende  | Legende            | Legende                                                          |
| Farbe    | Abkürzung          | Bedeutung                                                        |
| -------- | ------------------ | ---------------------------------------------------------------- |
| Gold     | –                  | Sieg                                                             |
| Silber   | –                  | 2. Platz                                                         |
| Bronze   | –                  | 3. Platz                                                         |
| Grün     | –                  | Platzierung in den Punkten                                       |
| Blau     | –                  | Klassifiziert außerhalb der Punkteränge                          |
| Violett  | DNF                | Rennen nicht beendet (did not finish)                            |
| Violett  | NC                 | nicht klassifiziert (not classified)                             |
| Rot      | DNQ                | nicht qualifiziert (did not qualify)                             |
| Rot      | DNPQ               | in Vorqualifikation gescheitert (did not pre-qualify)            |
| Schwarz  | DSQ                | disqualifiziert (disqualified)                                   |
| Weiß     | DNS                | nicht am Start (did not start)                                   |
| Weiß     | WD                 | zurückgezogen (withdrawn)                                        |
| Hellblau | PO                 | nur am Training teilgenommen (practiced only)                    |
| Hellblau | TD                 | Freitags-Testfahrer (test driver)                                |
| ohne     | DNP                | nicht am Training teilgenommen (did not practice)                |
| ohne     | INJ                | verletzt oder krank (injured)                                    |
| ohne     | EX                 | ausgeschlossen (excluded)                                        |
| ohne     | DNA                | nicht erschienen (did not arrive)                                |
| ohne     | C                  | Rennen abgesagt (cancelled)                                      |
| ohne     | keine WM-Teilnahme |                                                                  |
| sonstige | P/fett             | Pole-Position                                                    |
| sonstige | 1/2/3/4/5/6/7/8    | Punktplatzierung im Sprint-/Qualifikationsrennen                 |
| sonstige | SR/kursiv          | Schnellste Rennrunde                                             |
| sonstige | *                  | nicht im Ziel, aufgrund der zurückgelegten Distanz aber gewertet |
| sonstige | ()                 | Streichresultate                                                 |
| sonstige | unterstrichen      | Führender in der Gesamtwertung                                   |

### Le-Mans-Ergebnisse
| Jahr | Team   | Fahrzeug     | Teamkollege        | Teamkollege     | Platzierung | Ausfallgrund |
| ---- | ------ | ------------ | ------------------ | --------------- | ----------- | ------------ |
| 2009 | Kolles | Audi R10 TDI | Christian Bakkerud | Giorgio Mondini | Rang 9      |              |
| 2010 | Kolles | Audi R10 TDI | Christian Bakkerud | Oliver Jarvis   | Ausfall     | Defekt       |

### Einzelergebnisse in der FIA-Langstrecken-Weltmeisterschaft
| Saison | Team  | Rennwagen   | 1   | 2   | 3   | 4   | 5   | 6   | 7   | 8   |
| ------ | ----- | ----------- | --- | --- | --- | --- | --- | --- | --- | --- |
| 2012   | Lotus | Lola B12/80 | SEB | SPA | LEM | SIL | SAO | BAH | FUJ | SHA |
| 2012   | Lotus | Lola B12/80 | 19  |     |     |     |     |     |     |     |